# Commission des affaires juridiques
Pour les articles homonymes, voir Commission des affaires juridiques (Suisse).
La commission des Affaires juridiques (JURI) est l'une des 22 commissions et sous-commissions du Parlement européen.

## Principaux membres

### Législature 2009-2014
| Nom                     | Position au sein de la commission | Pays      | Groupe politique |
| ----------------------- | --------------------------------- | --------- | ---------------- |
| Klaus-Heiner Lehne (en) | Président                         | Allemagne | PPE              |
| Luigi Berlinguer        | Vice-président                    | Italie    | S&D              |
| Raffaele Baldassarre    | Vice-président                    | Italie    | PPE              |
| Evelyn Regner           | Vice-présidente                   | Autriche  | S&D              |
| Sebastian Valentin Bodu | Vice-président                    | Roumanie  | PPE              |

### Législature 2014-2019
| Nom                         | Position au sein de la commission | Pays               | Groupe politique |
| --------------------------- | --------------------------------- | ------------------ | ---------------- |
| Pavel Svoboda               | Président                         | République tchèque | PPE              |
| Lidia Geringer de Oedenberg | Vice-présidente                   | Pologne            | S&D              |
| Jean-Marie Cavada           | Vice-président                    | France             | ADLE             |
| Laura Ferrara               | Vice-présidente                   | Italie             | EFDD             |
| Mady Delvaux-Stehres        | Vice-présidente                   | Luxembourg         | S&D              |

### Législature 2019-2024
| Nom                    | Position au sein de la commission | Pays      | Groupe politique |
| ---------------------- | --------------------------------- | --------- | ---------------- |
| Adrián Vázquez Lázara  | Président                         | Espagne   | RE               |
| Sergey Lagodinsky      | Vice-président                    | Allemagne | Verts/ALE        |
| Marion Walsmann        | Vice-présidente                   | Allemagne | PPE              |
| Iban García del Blanco | Vice-président                    | Espagne   | S&D              |
| Raffaele Stancanelli   | Vice-président                    | Italie    | CRE              |
| Lara Wolters           | Vice-présidente                   | Pays-Bas  | S&D              |